# 共和国議会 (コンゴ民主共和国)
共和国議会（きょうわこくぎかい、フランス語: Parlement de la République）は、コンゴ民主共和国の立法府である。

## 概要
上院に相当する元老院と下院に相当する国民議会の両院で構成する。